# Pella (artillería)
Pella, en sentido general, es una masa de metal, nieve, etc. que se une y aprieta en forma redonda o esférica, y Covarrubias la deriva del vero latino "pellere", que significa empujar, golpear.
En la milicia antigua, pella es la palabra que se utilizó para denominar al primer nombre de la bala de cañón en los tiempos de la invención o introducción de la pólvora, y Cabrera dice que la palabra bala viene de pella y ésta se formó de "pila", "pilae", bola, globo, cuerpo esférico o globoso.
Otrosi con un engenio echaron una pella grande de fuego dentro de la cibdad, la cual venia por el ayre, echando de si tan grandes llamas. que ponía espanto a todos los que la veían (cita sacada de la obra Crónica de los señores Reyes Católicos Don Fernando y Doña Isabel escrita por su cronista Hernando del Pulgar, Valencia: Imprenta de Benito Montfort, 1780).

## Legión romana
Por otra parte, conviene tener presente que pella pudiera venir quizás de "pilum" , jabalina, venablo, lanza arrojadiza, que usaban la legión romana, lo cual acercaría mucho al nombre castellano pella a la familia etimológica de "pellere", en g. "pallein", y quizás a la de "ballein".

## Historia
- Pellas de Fierro.- En la "Crónica de Don Alonso XI", se lee: Et los moros de la cibdat lanzaron muchos truenos contra la hueste, en que lanzaban pellas de fierro muy grandes, et lanzabanlas tan lejos, que pasaban allende de la hueste algunas dellas.
- Según Morizt-Meyer, a finales del siglo XIV se construyeron balas de metal, siendo el primitivo proyectil de artillería el bolaño o bala de piedra, arrojadas por las lombardas o bombardas y la descripción más antigua de esta arma se debe al historiador italiano Andrea Radugio en "Chronico Taveriorum", instrumento de hierro con ancha boca en la que se colocaba el proyectil ajustado al calibre de la pieza.
- Según el Conde Federico Moretti, brigadier de infantería y otros autores como J.D.W.M., la pella era una especie de pelota o bala compuesta de mixtos inflamables que se lanzaban contra las plazas que aun conservaban los moros en el Reino de Granada.